# Momo (gerecht)

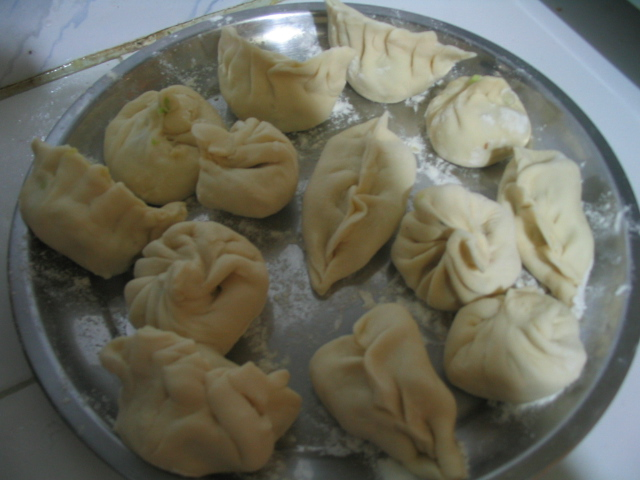
Momo's

Een momo is een Nepalees, Tibetaans deegtasje uit de Aziatische keuken dat lijkt op een Mongoolse buuz, Chinese jiaozi of Duitse knoedel.
Momo's worden gemaakt in Tibet, Nepal, Bhutan, Sikkim, Manipur, Nagaland, Meghalaya, Himachal Pradesh, en West-Bengalen. In sommige Indiase steden worden momo's verkocht in fastfoodstalletjes.
Momo's zijn gemaakt van een eenvoudig deeg van bloem met water. Soms wordt een beetje gist of bakpoeder toegevoegd voor een meer deegachtige structuur. De vulling kan uit verschillende mengelingen bestaan:
- Vlees, zoals fijngehakt rundvlees, jak, kip, kalkoen, varken of waterbuffel, in combinatie met ui, sjalot, knoflook en koriander. De variatie is meestal gekruid met zout, peper en komijn. In sommige keukens wordt gepureerde tomaten toegevoegd, maar ook andere combinaties zijn mogelijk.
- Vegetarisch, voornamelijk gemaakt van ui en kool, geregeld met kerrie. Fijne schijfjes groente wordt ook vaak toegevoegd, evenals verschillende kruiden.
- Aardappelen, vergelijkbaar met Indiase samosa's, waarbij een smalle plak stevige aardappel wordt gelegd in een tomatensaus.
- Tibetaanse kaas, meestal een smeerkaas, wordt vaak toegevoegd in Bhutan en Sikkim.
- Snickers of Mars worden vaak toegevoegd in toeristische gebieden in Nepal.

Het deeg wordt voorbereid in smalle ronde platte stukjes. De vullingen worden erin gelegd en de momo wordt gesloten in de vorm van een halve maan. Het resultaat wordt gestoomd boven een bonen- of tomatensoep, waarmee het ook wordt opgediend.

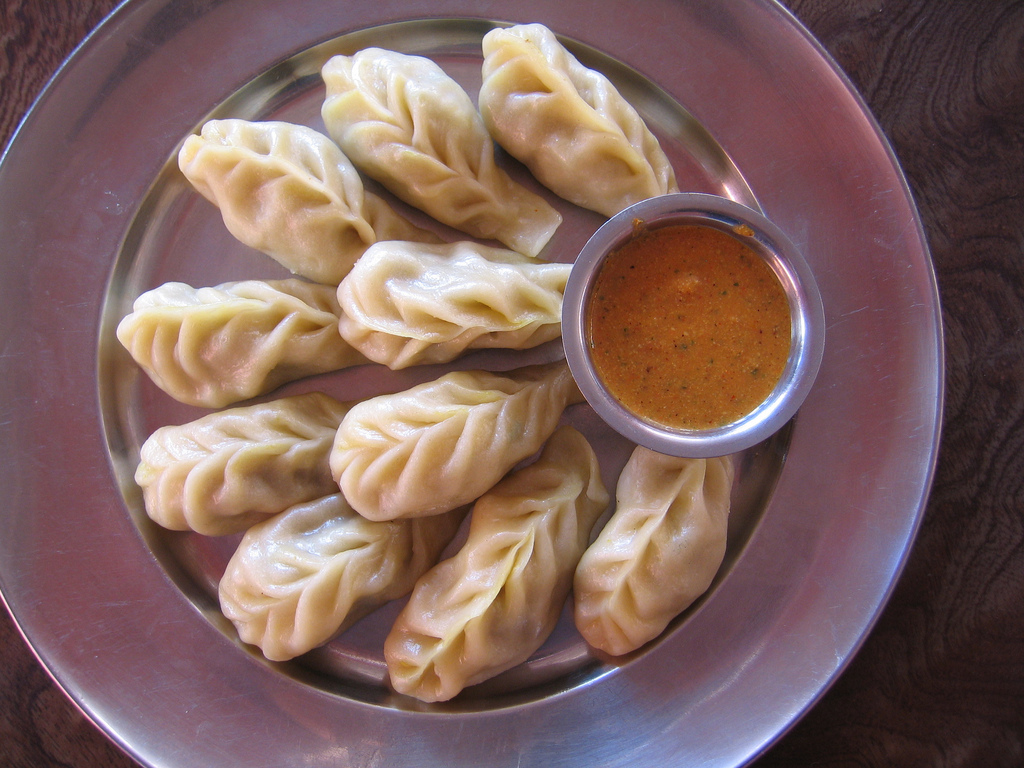
Een plateau met momo, Nepal